# Jablečník cizí

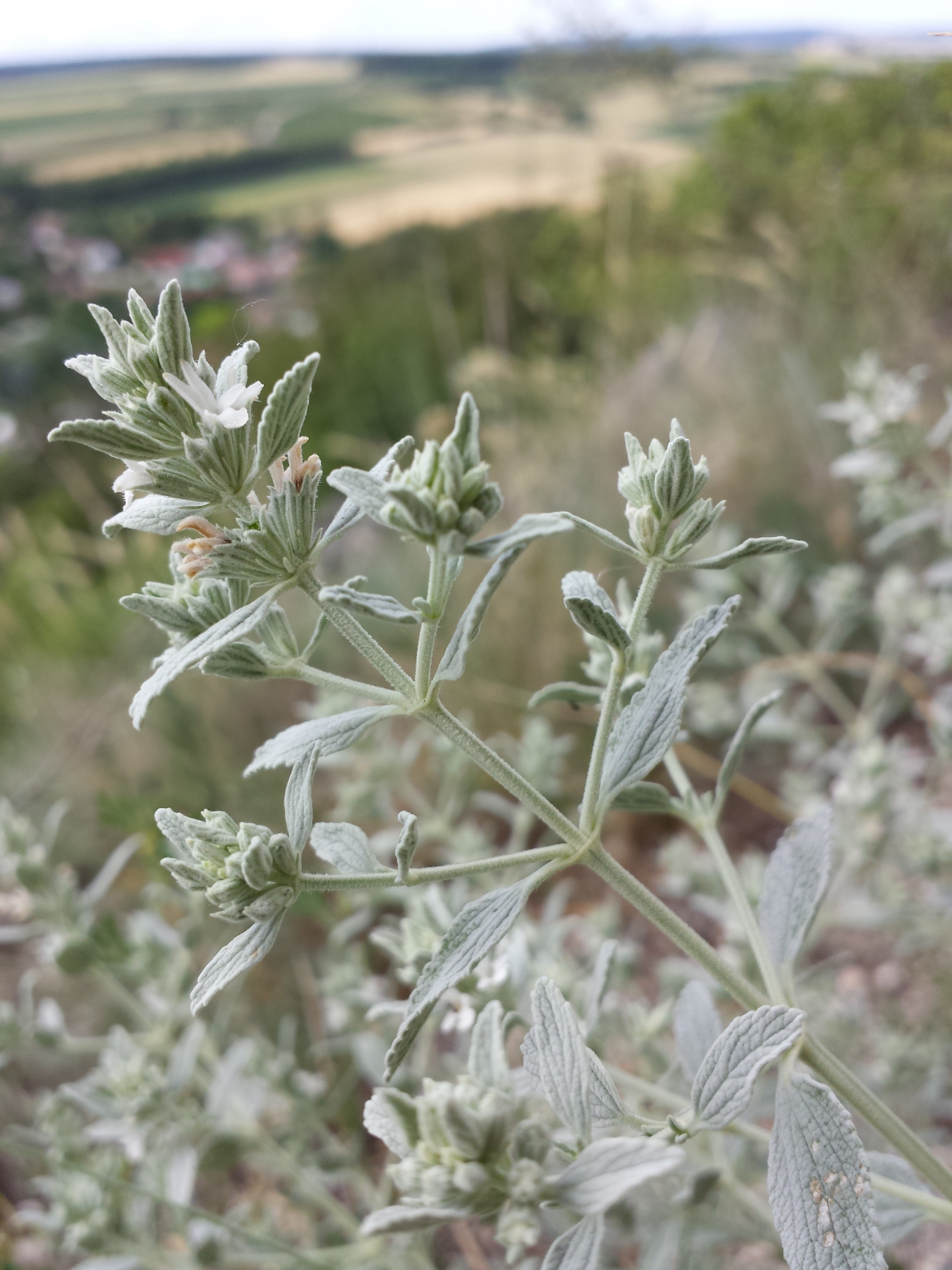
Lodyha s květy

Jablečník cizí (Marrubium peregrinum) je vytrvalá rostlina porostlá jemnými, bílými až šedými chlupy s hustě rostoucími a někdy až poléhajícími lodyhami. Bylina koncem léta nakvétá mnoha nevelkými, bílými květy a má obdobné léčivé účinky na trávicí a dýchací cesty jako příbuzný jablečník obecný, podobný druh také rostoucí v české přírodě.
V Česku je jablečník cizí považován za zdomácnělý archeofyt, ale v přírodě je na dlouhodobém ústupu. V "Červeném seznam cévnatých rostlin České republiky" i ve "Vyhlášce MŽP ČR č. 395/1992 Sb. ve znění vyhl. č. 175/2006 Sb.je hodnocen jako kriticky ohrožený druh (C1t, §1) a je v české krajině chráněnou rostlinou.

## Rozšíření
Rostlina je původem z oblastí evropského a východního Středomoří a do české přírody byl, patrně náhodně, zavlečen již ve středověku. Za její původní areál jsou považované země na východě (Ukrajina) a jihovýchodě Evropy (Albánie, Bulharsko, Rumunsko a bývalá Jugoslávie) a dále oblasti ruského Kavkazu (Předkavkazsko) a Malé Asie (Turecko).
V České republice má tato teplomilná rostlina areál poměrně malý, pouze v oblastech jižní Moravy, hlavně v nížinách okolo dolních toků řek Moravy a Dyje. V Čechách se nevyskytuje.

## Ekologie
Teplomilný hemikryptofyt rostoucí na suchých, kyprých, hlinitopísčitých půdách bohatých na živiny, hlavně dusík a dostatečně obohacených vápníkem. Roste na mezích polí, úhorech i ve vinicích, stejně jako v kompostech, podél cest i na rumištích. Příležitostně se objeví na nesešlapávaných místech osídleného intravilánu, snáší i mírně zasolená stanoviště. Vyskytuje se v nížinách až nevysokých pahorkatinách. Na jaře raší poměrně pozdě a všechny květy na rostlině nevykvétají současně, ale rozvíjejí se postupně, obvykle v období od července do počátku září. Stupeň ploidie x = 4, počet chromozomů 2n = 34.

## Popis
Vytrvalá rostlina s rozvětvenou, silně bělavou, chlupatou lodyhou vysokou 30 až 70 cm, která vyrůstá z dřevnatějícího oddenku. Lodyha je přímá, čtyřhranná, hojně křižmostojně větvená a porostlá vstřícně vyrůstajícími, jednoduchými, řapíkatými listy. Její čepele jsou úzce vejčité až kopinaté či trojúhelníkovité, 2 až 5 cm dlouhé a 0,5 až 1,5 cm široké, u plochého, chlupatého řapíku klínovité, na konci špičaté a po okraji horní části listu jsou vroubkovaně zubaté. Na svrchní straně jsou listy zelené, na spodní hustě bělavě až šedě plstnaté a na povrchu jemně vrásčité podle síťnaté žilnatiny. V horní části lodyhy přecházejí listy v listeny, palisty u tohoto druhu nevyrůstají.
Po jablkách vonící bílé květy s kopinatými listenci jsou uspořádané v šesti až dvacetikvětých lichopřeslenech, jejich stopky vyrůstají z úžlabí listenů podobných listům. Květy jsou oboupohlavné, pětičetné a slabě pyskaté. Srostlý kalich má pět asi 4 mm dlouhých, přímých, ostře špičatých cípů a je vně hustě chlupatý. Dvoupyská koruna je dlouhá asi 10 mm, oboustranně chlupatá, korunní trubku má stejně dlouhou jako kalich, její horní pysk delší spodního je dvoulaločný a vzpřímený, spodní pysk má tři laloky stejně dlouhé a střední z nich je mírně rozšířený. Čtyři dvoumocné tyčinky z koruny nevystupují, jsou překryté horním pyskem, přední delší pár má nitky o polovinu delší než zadní kratší pár; blizna je dvoulaločná. Květy poskytují opylovačům hojně nektaru a jen málo pylu, v případě nedostatku opylujícího hmyzu se mohou opylit i vlastním pylem.
Plod je obvejčitá tvrdka až 2 mm velká, je hnědá a na konci má trs dlouhých bělavých chlupů. Rozpadá se na čtyři drobné plůdky, semena, která se vysévají pro rozmnožení. Vegetativně se nemnoží.

## Využití
Jablečník cizí se již v dávné minulosti využíval pro přípravu léčivých čajů. Používá se hlavně jeho nať, která se sklízí v době před rozvitím květů a následně se suší při teplotě do 35 °C. Tato droga obsahuje éterické oleje v kterých převládají látky beta-karyofylen, germakren D a bicykclogermakren. Dále jsou její součásti mnohé prospěšné látky, například marrubiin, třísloviny, silice, saponiny, sliz, pryskyřice, cholin, lipidy a další. Vnitřně se podává ve formě nálevu na léčbu dýchacích cest, při chorobách zažívacího traktu i ke snížení vysokého tlaku. Vně se nálevu používá pro obklady na špatně se hojící rány. Protože je rostlina chráněna zákonem, nelze její nať ani jiné části sbírat ve volné přírodě.